# Aglaophamus circinata
Aglaophamus circinata is een borstelworm uit de familie Nephtyidae. Het lichaam van de worm bestaat uit een kop, een cilindrisch, gesegmenteerd lichaam en een staartstukje. De kop bestaat uit een prostomium (gedeelte voor de mondopening) en een peristomium (gedeelte rond de mond) en draagt gepaarde aanhangsels (palpen, antennen en cirri).
Aglaophamus circinata werd in 1874 voor het eerst wetenschappelijk beschreven door Verrill in Smith & Harger.